# 日野熊蔵

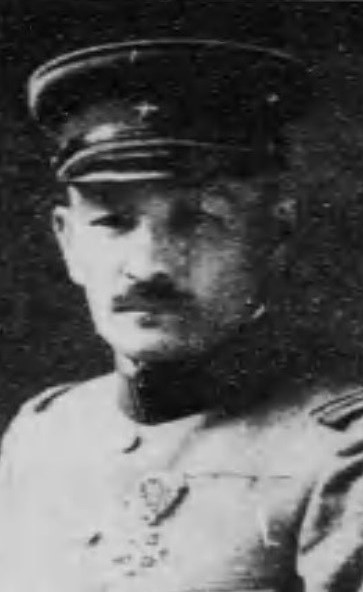
日野熊蔵

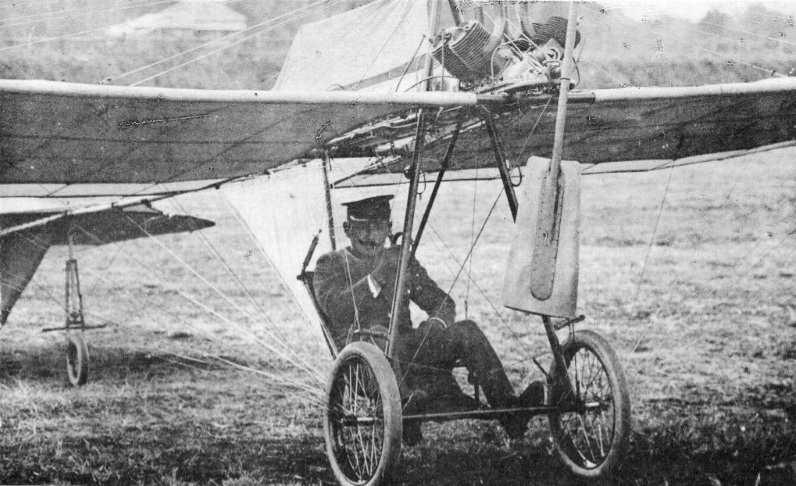
グラーデ単葉機に搭乗した32歳の日野熊蔵

日野 熊蔵（ひの くまぞう、1878年6月9日 - 1946年1月15日）は、日本の陸軍軍人。最終階級は陸軍歩兵中佐。発明家としての一面も持ち、日本の航空界黎明期のパイロットの1人であった。

## 経歴
熊本県球磨郡人吉町（現・人吉市）出身。旧相良藩士・日野広一の長男として生まれる。熊本英学校卒業後、陸軍士官学校に進み1898年（明治31年）、陸軍士官学校（10期）を卒業する。
1904年（明治37年）、日野式自動拳銃を発明。知人で投資家の小室友次郎と連名で日本、イギリス、アメリカ他の各国で特許を取得し市販を開始するが、構造上の欠陥から2度の暴発事故を起こし、自身の左手の指と背中を撃ち抜かれる重傷を負う。
1910年（明治43年）4月11日、臨時軍用軽気球研究会から徳川好敏大尉とともに操縦技術習得のためフランスのアンリ・ファルマン飛行学校エタンプ校に派遣され、5月末に入学する。その後、エンジン買い付けの失敗などもあり、7月25日に単身ドイツに移動、ヨハネスタール飛行場で操縦技術を学びグラーデ単葉機を購入した。
同年12月14日、代々木錬兵場（現・代々木公園）において滑走試験中の日野は飛行に成功し、これが日本史上の初飛行とされる。しかし、飛行機研究の第一人者として、また当時数少ない実際の航空機の飛行を見たことがある人物であったため、事実上の現場責任者として間近で注視していた田中館愛橘博士や、操縦していた日野自身も、初飛行であることを認める発言はしていない。さらに、初飛行の根拠となっている距離については、唯一「初飛行」と報じた萬朝報の記者が60メートルと報じたがあくまで目測でしかなく、取材していた他9紙は距離を記載しておらず初飛行とは報じていない。また記者自身も後日、「すこしでも地を離れると、手を叩いたり、万歳を叫んだりした。今から思うと、なんだか自分が気の毒になる。」と書いているまた、「飛行」とは翼の揚力が機体の重量を定常的に支え、操縦者が意のままに機を操縦できる状態を指すため、「飛行」ではなく「ジャンプ」であるとして、航空力学的にも初飛行とは言えないとする意見もある。しかしながら、日野の60メートルの区間を「定常的に支え、操縦者が意のままに機を操縦できる状態でなかった」とする史料は存在せず、逆に後日の徳川・日野の記録を「操縦者が意のままに機を操縦できる状態であった」とする史料もまた存在しない。
15日には、地上滑走中に不整地での衝撃により転覆事故を起こしている。日野自身は無事であり、機体は降着装置、尾翼、主翼の一部を破損したが修理に成功した。
19日には「公式の、初飛行を目的とした記録会」が行われ、日野・徳川の両方が成功した。これが改めて動力機初飛行として公式に認められた。事前の報道においては、当時天才発明家などと報道されていた日野の方が派手な言動も相まって遥かに有名人であり、新聞記者も徳川には直前までほとんど取材活動をしていなかった。しかし徳川、日野の順に飛んだため、「アンリ・ファルマン機を駆る徳川大尉が日本初飛行」ということにされてしまった。これは、徳川家の血筋でありながら没落していた清水徳川家の徳川好敏に「日本初飛行」の栄誉を与えたいという軍および華族関係者の意向・圧力だったとする説がある。しかし、たとえ名家の出身であっても陸軍の方針として軍内部での扱いは平民と同じであることが原則だったため、この批判は適切ではないとする意見もある。ただし、その後徳川は後述する通り陸軍内部で厚遇され、逆に日野や滋野清武らは冷遇されたのは事実である。
ともあれ、日野の記録は抹消され、12月19日の徳川の飛行をもって「日本初飛行の日」とされている。
以降、徳川は陸軍の航空機畑の看板として順調に昇進し、一方の日野は翌1911年（明治44年）から1912年にかけて自身が機体・エンジン共に設計した日野式飛行機の開発までをも行うが結局は失敗。同1911年（明治44）年12月に伊賀氏広制作の国産飛行機が離陸に失敗したが、日野はこれを引き取り「日野3号機」として改良を行う。1912年（明治45）年4月、福岡において試験を行うが飛行失敗。3号機は水上機に改造され「日野式4号機神風号」（「舞鶴号」、日野式3号改とも）として同年9月に長崎県の長崎港外の鼠島で滑空に挑むが、成功しなかった。
試験の地が九州になっているのは、日野が1911年の末に陸軍少佐への昇進と同時に福岡歩兵連隊へ事実上の左遷とされたからである。以降軍務において航空機関連に用いられることはなかった。左遷の理由には諸説あるが、前述の徳川の事情のほか、日野が発明に没頭する余り各方面から借財を重ねて訴訟沙汰となっていた事や、皇族の山階宮武彦王が飛行機の見学に訪れた際、自作のエンジンの整備に没頭して出迎えを忘れるなど、協調性に欠ける性格から軍にも度々迷惑を掛けていた事を軍上層部から疎まれた為とも言われている。
1916年（大正6年）にはエンジンの整備・開発技術を買われ東京砲兵工廠へ転出するも、1918年（大正7年）、40歳で部下の失態の身代わりに引責し軍人を辞した。最終階級は陸軍歩兵中佐。その後は民間で発明家として生計を立てる事を目指すが、多くは実用化には至らず、自身も二度の脳溢血で闘病生活を送るなど、生活は困窮した。
しかしその後も発明家としての熱は尽きず、1933年(昭和8年)にヘリコプターの独自開発、1935年（昭和10年）には萱場製作所が実用化を目指したラムジェットエンジン搭載の無尾翼機、「HK-1（HKは日野のイニシャルである）」の開発に参加するも、いずれも実用化には失敗した。1941年（昭和16年）の開戦時には自らが考案した自動小銃の制作を軍に提案するも採用には至らず、その後はロケットの発明に取り組み、1942年（昭和17年）に技術院より長年の功績を讃え、表彰を受けている。
1945年（昭和20年）、東京大空襲により日野は自宅と共に多くの発明品の資料の全てを焼失。敗戦後の1946年、栄養失調により死去。
1974年（昭和49年）、東京代々木公園に胸像と「日本初飛行の地」の碑が建立される。日野の胸像は1964年（昭和39年）建立の徳川の胸像と並んで設置され、碑文には日野・徳川の両名が日本初飛行の人物として顕彰された。生誕100年となる1978年（昭和53年）には、故郷の熊本県人吉市に記念碑が建立されており、2010年には初飛行100周年を記念した献花式が行われた。

## 年譜
1898年（明治31年）
11月 - 陸軍士官学校卒業（10期）
1899年（明治32年）
06月 - 歩兵少尉任官・歩兵第2連隊付
1901年（明治34年）
06月 - 清国駐屯歩兵第1大隊付
11月 - 歩兵中尉
1903年（明治36年）
05月 - 陸軍技術審査部員
1904年
日野式自動拳銃開発
1904年（明治37年）
10月 - 歩兵大尉
1909年（明治42年）
08月 - 臨時軍用気球研究委員
1910年（明治43年）
04月〜10月  - 欧州出張
12月 - 代々木錬兵場で初飛行
1911年（明治44年）
12月 - 歩兵少佐・歩兵第24連隊付（負債を抱えてまでの飛行機開発が軍人にあるまじき行為と判断され左遷された）
1913年（大正2年）
08月 - 歩兵第24連隊大隊長
1916年（大正5年）
11月 - 歩兵中佐
1917年（大正6年）
04月 - 東京砲兵工廠付
1918年（大正7年）
07月 - 待命
1919年（大正8年）
01月 - 予備役

## 親族
長男日野虎雄（海軍少佐）
二男日野熊雄（海軍技術少佐）
義父恒吉忠道（陸軍少将）

## 栄典
- 1902年（明治35年）2月20日 - 従七位[7]

## その他
- 日本工業大学内工業技術博物館にて、日野式2号機の復元機が展示されている。
- 2010年（平成22年）10月31日には、テレビ熊本が制作したドキュメンタリードラマ「郷土の偉人シリーズ」第18作「空の開拓者 日野熊蔵伝」（演：神保悟志）がフジネットワーク九州7局で放送された[8]。